# 星之卡比 (動畫)
《星之卡比》（星のカービィ）是遊戲「星之卡比系列」的動畫化作品，全100話。香港由翡翠台播放，台灣則由迪士尼頻道播放並名為《卡比之星》。本動畫的畫面數是一般動畫的1.5倍，故流暢度很高，畫面融合了2D和3D圖像。製作人對這部動畫設定了兩個條件：「卡比不會說話」和「不能有地球人出現」，這對製作人來說是很大的挑戰。動畫版的設定與遊戲原作不太一樣。

## 后续发行
星之卡比20周年紀念特別珍藏版收錄片頭曲、片尾曲和三集動畫。
动画于2022年冬季发行蓝光光盘合辑，以庆祝星之卡比系列发售30周年。

## 故事介紹
在數萬年前，夢魔想統治整個宇宙，於是派出一大堆魔獸到處侵略。有一群愛好自由的人組成銀河戰士團與之對抗，不過夢魔的魔獸太多，戰士們一個一個倒下了，生還的只有魅塔騎士一個，他相信新的星星戰士一定會出現，所以一直活著在宇宙中流浪。
他知道帝帝帝大王有魔獸下載系統之後，就成為帝帝帝的部下，因為有魔獸的地方星星戰士出現的機率較大。果然新的星星戰士－－卡比乘著宇宙船飛來了，但是他比預定的覺醒時間早了兩百年，所以什麼都不知道，連說話也不會，不過有很強的戰鬥潛能。魅塔騎士要夢夢好好照顧卡比讓他成長，以便將來跟夢魔對決。

## 登場角色

### 主要人物
卡比
配音：大本真基子（日本）；馮嘉德（台灣）
星之卡比系列遊戲的主人公，本動畫的主角。有著粉色圓滾滾的身體，體內宛如黑洞般廣大，所以食量也非常驚人。因為提早兩百年出生所以還不會說話，只會「啵唷啵唷」地叫，個性也像個孩子般相當單純可愛，因此有時會搞不清楚狀況，但若碰到危機和戰鬥的場合還是會有認真的一面。
雖然只是個小小戰士，但戰鬥能力非常厲害，只要使用「吸星大法」將魔獸或物品吸入肚子內，便能夠使出「複製能力」進行變身，形貌和武器以及攻擊方式會依照吸入的魔獸和物品不同而產生變化，在本動畫中出現的變身共有二十八種類。
標有*的名稱為暫譯
| 能力名稱(日)     | 能力名稱(中)  | 初登場  |
| ---------------- | ------------- | ------- |
| ファイア         | 烈火          | 第1話   |
| ストーン         | 石頭          | 第2話   |
| ソード           | 劍士          | 第3話   |
| カッター         | 彎刀          | 第9話   |
| コック           | 廚師          | 第11話  |
| パラソル         | 陽傘          | 第13話  |
| トルネイド       | 龍捲風        | 第16話  |
| ニードル         | 針刺          | 第18話  |
| ファイター       | 格鬥家        | 第19話  |
| アイス           | 冰凍          | 第20話  |
| ニンジャ         | 忍者          | 第24話  |
| マイク           | 麥克風        | 第31話  |
| ホイール         | 車輪          | 第36話  |
| クリーン         | 清潔          | 第38話  |
| ボム             | 炸彈          | 第51話  |
| ミラー           | 鏡子*         | 第54話  |
| ハンマー         | 鎚子          | 第56話  |
| ジェット         | 噴射機*       | 第68話  |
| スパーク         | 電火花(雷電)  | 第73話  |
| クラッシュ       | 爆裂          | 第76話  |
| ペイント         | 藝術家*       | 第77話  |
| ウィング         | 風羽          | 第87話  |
| スロウ           | 投擲*(大力士) | 第94話  |
| バトントワリング | 舞棒*         | 第97話  |
| ウォーター       | 海浪          | 第97話  |
| アイアン         | 鋼鐵*         | 第97話  |
| トップ           | 陀螺*         | 第97話  |
| スターロッド     | 星劍士*       | 第100話 |
| カブキ           | 歌舞伎*       | 特別篇  |

歡歡／夢夢
配音：吉田小百合（日本）；錢欣郁（台灣）；陳凱婷（香港）
星之卡比動畫版的女主角，是一名小女孩，頭腦聰明又懂得廣大的知識，考察力、洞察力很高，噗噗噗之國的大臣「帕姆」的女兒。與父母及弟弟小布同住。受魅塔騎士所託照顧卡比令他成長，一起跟夢魘對決。
動畫翻譯：港譯為「歡歡」，外國名稱為「提芙」（/）。
潘潘／小布
配音：小松里歌（日本）；馮嘉德（台灣）；林元春（香港）
夢夢的弟弟，瀏海完全把眼睛遮掩是本人的特徵，噗噗噗之國的大臣「帕姆」的兒子。起初愛作弄卡比，但後來把他當作弟弟看待。
動畫翻譯：港譯為「潘潘」，外國名稱為「塔夫」（/）。
魅塔騎士（メタナイト，Meta Knight）
配音：私市淳（日本）；雷霆（香港）；吳東原（台灣）
負責教導幼小的卡比。以公爵的身份登場的，為「魅塔騎士公爵（メタナイト卿）」。
為銀河騎士團的生還者之一，持有寶劍伽拉西亞（ギャラクシア）。
在第3話中與卡比展開劍技決鬥，但因卡比中途睡著而中斷。
在第35中幫助卡比學習架駛星星飛船，後來在第36話中頒發了駕照給卡比。
動畫翻譯:台譯為「梅塔騎士／梅塔爵士／梅塔奈特」，港譯為「盔甲武士」。
小雞
配音：瀧本富士子（日本）；劉如蘋（台灣）
一隻黃色小鳥，原本住在鳥巢，後來因為卡比喜歡睡在鳥巢，而改住在原本是為卡比蓋的一所半球體房屋中。說話尖酸刻薄，叫人難受，有時對卡比惡作劇（例如第17集中拿到夢夢母親的戒指讓卡比追逐），同樣能翻譯鳥類語言（例如巨大鋒翼鳥）。
小雞居住的建築物來自《星之卡比》系列遊戲中的卡比之家。
動畫翻譯：英文名稱為。

### 噗噗噗之國

#### 大臣一家
帕姆（Sir Ebrum）
配音：長嶝高士（日本）
歡歡、潘潘的父親。
梅爾（Lady Like）
配音：水谷優子（日本）
歡歡、潘潘的母親。

#### 村民
波爾署長／警長
配音：私市淳（日本）
噗噗噗村的警察署長，負責維持村中治安。自己的警察局中關押著一名犯人。
動畫翻譯：港譯為“波鲁警長”。
莎多
配音：春林（第3話）、秋田圓（第10話~）（日本）
波爾署長的妻子。
雷恩村長
配音：長嶝高士（日本）
噗噗噗村的村長，經常身穿棕色衣服，有三個孫子。在第36話和妻子哈娜贏得了噗噗噗汽車大賽的冠軍，並把獎盃送給了哈娜，作為結婚四十週年紀念禮物。
哈娜
配音：小松里歌（第2話）、神崎千路（第4話~）（日本）
雷恩村長的妻子。
廚師川崎
配音：飛田展男（日本）
一位長相像海獅的廚師，全身橙色。在噗噗噗村經營餐廳，本人煮的食物不太好吃。
居里歐
配音：長嶝高士（日本）
一位考古學家。
在第8話中揭露自己曾為了賺錢養活自己而幫帝帝帝大王偽造「噗噗噗村從古至今都是由帝帝帝家族所統治」的歷史，當秘密被歡歡揭穿後在隔天的演講中說出了事實，後來改過自新。
梅貝兒
配音：水谷優子（日本）
一位占卜師，雖然占卜出的大部分結果都不屬實，但有時會預言出噗噗噗村將發生的大事。
在第41話中預言噗噗噗村會遭受巨大隕石撞擊而滅村，後來在第42話中隕石被卡比發射的砲彈打偏軌道，化解噗噗噗村的危機。
依羅
配音：小松里歌、秋田圓（第38話）、大本眞基子（第44話）（日本）
常和卡比一起玩耍的小女孩，特徵為頭頂綁著一撮頭髮。
哈妮
配音：秋田圓（日本）
常和卡比一起玩耍的小女孩，特徵為頭上的兩團頭髮。
呵嘿
配音：大本真基子（日本）
常和卡比一起玩耍的小男孩，特徵為藍色T恤和戴著草帽。

### 反派

#### 帝帝帝城堡
帝帝帝大王（デデデ大王，King Dedede）
配音：緒方賢一（日本）；陳永信（香港）；梁興昌（台灣）
自稱是噗噗噗之國的國王，經常向夢魘企業買怪獸或各種道具，自稱是「獨裁者」。動畫中沒有吸東西、飛行等能力。
對自己的國民非常惡劣，甚至以「愚蠢的村民」稱呼國民，但有時也有善良的一面，例如在42話中於噗噗噗之國的末日不久前把原本要放置帝帝帝金像的地盤改建成公園。
動畫翻譯:台譯為「嗲嗲嗲大王」，港譯為「迪迪迪大王」。
艾斯卡爾博士
配音：龍田直樹（日本）；孫誠（台灣）
帝帝帝大王的手下（秘書）兼博士），一隻雄性蝸牛，雖然經常針對卡比，但有時也會暗中違背帝帝帝大王，最叫人難忘的是暗中將辣椒粉灑在燒長腳蟹上令帝帝帝大王辣至噴火（另曾於較早的集數中因不滿經常被大王作弄及嚇倒，而夥同潘潘等人扮鬼嚇暈大王報仇）。有自己的母親目前住在遠方。
動畫翻譯：台譯為「艾斯卡爾」，港譯為「艾斯卡高」。
遊戲中《集合！卡比》當中迷你遊戲「卡比大師」也有客串登場。
瓦豆魯迪（ワドルディ，Waddle dee）
帝帝帝大王的士兵。
雖然完全效忠帝帝帝大王，但不怎麼受帝帝帝大王的重視，甚至在第72話中把所有的瓦豆魯迪賣出。
動畫翻譯:台譯為「城堡僕人」，港譯為「華多魯dee」。
遊戲中為不會主動攻擊卡比的通常敵人。
瓦豆魯篤（ワドルドゥ，Waddle doo）
配音：神崎千路（第6話）、小松里歌（第12、28~29話）、水谷優子（第26、33話~）（日本）
帝帝帝大王的小將軍，擁有橙紅色身體和巨大獨眼，負責領導數以千計的瓦豆魯迪，懂得說人話。被噗噗噗村村民尊稱為瓦豆魯篤隊長。
動畫翻譯:港譯為「華多魯多」。
遊戲中為可提供卡比「激光(光束)」複製能力的通常敵人。

#### 梦魘企業
梦魘企業（ホーリーナイトメア）是一家經常以高價賣怪獸（魔獸）或各種道具給帝帝帝大王的企業公司，其實業務員是夢魘的手下。
夢魘（Nightmare）
配音：銀河万丈（日本）
夢魘企業的幕後黑手，同時也是跟卡比們的最終敵人。
顧客服務（NME Salesman）
配音：銀河万丈（日本）；梁興昌（台灣）
戴墨鏡、身體灰色、類似人類的業務員（實際體型為類似夢夢的「二頭身」），魔獸「送貨服務」（デリバリーサービス）的孫子。本人負責賣怪獸或各種道具給帝帝帝大王用來對付卡比，本名目前未知。
遊戲中「顧客服務」在《集合！卡比》當中迷你遊戲「空中探險隊EOS」的接關畫面也有客串登場。

#### 魔獸
超级无敌切割怪（Slice n' Splice）
一隻於第9話出現的怪獸，由帝帝帝大王買回來的，是奉夢魘的命令將羅拉1分為2的元兇。因為手上持有太陽棒和月亮棒各一，並可用月亮棒切割目標而得名。月亮棒可以將完整個體1分為2（後來此棒被卡比吸去，並藉此變成彎刀卡比）；太陽棒則可將被1分為2的個體復原。曾被帝帝帝大王下令將卡比切成1分為2，但最後被彎刀卡比消滅。
被消滅後，夢夢想用太陽棒將羅羅羅和拉拉拉復原成羅拉，不過超級無敵切割怪爆炸時產生的爆風將太陽棒炸毀，令他們兩人無法復原。但他們兩人即時接受了現實，並決定「2個人，1條心」的繼續生活下去。
地獄犬（Wolfwrath）
一隻於第26話出現的魔獸，身體為暗紅色，樣子類似狼，害怕水，在銀河大戰時期一度被魅塔騎士擊倒。
後來被帝帝帝大王買下，不斷追打魅塔騎士，使其昏迷。在和劍騎士、刀鋒騎士一番苦戰後被推至河裡，最後被利劍卡比使用寶劍伽拉西亞給予最後一擊。
迷你卡尔波（Mini Galbo）
一隻於第30話出現的紫色小恐龍，迷你型的火焰魔獸。前身是由帝帝帝大王買回來，並放在卡比身下的蛋。雖然他十分頑劣（試過搶小孩的糖果來吃、在川崎的餐廳吃霸王餐、在超市搗亂、亂吃村民所種的菜和兩次咬卡比的手），而且做錯事後從來不知錯（在噗噗噗村中搗大亂後，還大叫挑釁村民；而被村民投擲地拖打傷後，反委屈地向卡比哭訴；另外於兩次被卡比訓話後擺出一副天真爛漫的樣子），但他將卡比當成父親，很愛黏著卡比，卡比被卡爾波襲擊時自己更奮身相救，但被卡爾波噴出的高溫火焰燒成焦炭，更一度被卡比以為他死了，不過原來自己身上的皮膚是防火的，所以被燒後都只是暈倒了，最後甦醒過來後頑皮得咬卡比的手被卡比訓話。在日版動畫中的叫聲酷似大部分卡通片中的青蛙。
卡尔波（Galbo）
一隻於第30話出現的紫色大恐龍，火焰魔獸，是迷你卡爾波的親生父親。夢魔企業把卡爾波和迷你卡爾波一起賣給帝帝帝大王就是為了利用父子倆相同的外貌叫卡比不忍下手，從而害死卡比。但最後被烈火卡比進入卡爾波體內，令卡爾波受熱爆炸而亡。
此魔獸原型來自《星之卡比3》擁有「燃燒」（バーニング）複製能力的通常敵人「波波」（ボボ）。
《星之卡比Wii》以「水之卡爾波羅斯」（ウォーターガルボロス）巨大姿態的小頭目身分登場，擁有「海浪」（ウォーター）複製能力。
粉碎者（Masher）
一隻於第40話出現的魔獸，號稱「最強魔獸」。被格鬥家喬要求使用，以合力消滅卡比，但後來格鬥家喬揭露其實是他要以「魔獸獵人」名義消滅粉碎者，並和卡比聯手攻擊粉碎者，最後被格鬥家卡比和格鬥家喬的技能「雷神破」消滅。
之後由夢魘企業公司重新製造，於第65話以「強化粉碎者（パワードマッシャー）」身分復活，將格鬥家喬打倒，但後來被使用了帝帝帝大王製造的強化器的格鬥家喬消滅。
多刺怪獸（Togeira）
一隻於第55話出現的怪獸，也是帝帝帝大王買回來，被稱為愛的魔獸，滿身都是白色的尖刺。在第55話開始時進入帝帝帝大王的腦袋中令他變成一個非常仁德的人，無論村民做出些什麼令大王不喜歡的事，都會獲得大王的原諒。但他的功用其實有點像多啦A夢的道具「算了棒」，只是將帝帝帝大王的怒氣暫時壓抑著，當怒氣計滿了，大王的怒氣便會完全爆發，令他成為一個非常兇惡的人。結果大王在一個party中真的被艾斯卡爾激至爆發，還一度追打卡比，但因不慎滑倒而令多刺怪獸離開其腦袋。最後被針刺卡比在一輪苦戰後「以刺還刺」而消滅。
劈斬獸（Kirisakin）
一隻於第60話出現的魔獸，額頭上有尖角，前肢由可再生的鐮刀組成。在銀河大戰中奪走了寶劍伽拉西亞並守護在洞窟中，之後殺死了銀河騎士團之一的伽露德（ガールード），伽拉西亞則被魅塔騎士帶走。
後來被帝帝帝大王買回，雖然擊倒了希莉卡、劍騎士和刀鋒騎士，但不敵使用伽拉西亞的利劍卡比，被伽拉西亞劍光束一分為二消滅。
肌肉先生（Max Flexer）
配音：飛田展男（日本）
一隻於第61話出現，有點像猩猩的怪獸，戴著墨鏡和耳機型麥克風，表面上是要透過運動助吃零食引致過胖的帝帝帝大王及卡比減肥，但其實是夢魔企業用來實施對付卡比陰謀的工具，想趁卡比肥得吸不下東西而用流星鎚打死卡比，但這反而令卡比吐出吃得太多的洋芋片而變回正常，更吸下肌肉先生的麥克風變成「麥克風卡比」，最終肌肉先生因承受不了卡比難聽的歌聲而爆炸死去，城堡亦因此變得一片狼藉......

### 其他
羅羅羅&拉拉拉（Lololo&Lalala）
配音：春林（羅羅羅，第1~3話）、神崎千路（羅羅羅，第4話~）、秋田圓（拉拉拉）（日本）；劉如蘋（拉拉拉）（台灣）
藍色是男生叫羅羅羅、桃色是女生叫拉拉拉。
是兩個會飛的球狀生物，原先是一個叫羅拉（ローラ/LoLa）的男性紫色球狀生物，後來被怪獸1分為2。兩人隨即被賣給帝帝帝大王，但因為帝帝帝大王覺得沒有用處而拋棄，而成為了夢夢家中的助手。兩人形影不離，除是夢夢家的助手外還是卡比的朋友。
動畫翻譯:台譯為「羅羅&拉拉」，英文稱為「Fololo&Falala」。
劍騎士
配音：時田光、神崎千路（第47話）（日本）
動畫翻譯:台譯為「神劍騎士」。
刀騎士（ブレイドナイト）
配音：春林（日本）（第1~3話）、神崎千路（第6話~）、時田光（第47話）
※此角色的舊譯為「刀鋒騎士」，勿與劍騎士（ソードナイト）混淆。
上述兩人皆為魅塔騎士的忠誠部下，原本是山賊，後來因為被魅塔騎士所救而立志要成為他的手下，所以成為了騎士。
動畫翻譯:台譯為「刀鋒騎士」。
石像怪
配音：飛田展男（日本）
位於噗噗噗村郊外「石像怪之谷」的巨大石像，有預知能力，村民敬稱其為「石之賢者」。
保有噗噗噗之國的歷史，並負責保管傳送之星。當夢夢呼叫傳送之星，會送出傳送之星支援卡比作戰。
風語大樹
配音：細井治（日本）
噗噗噗村郊外「風語森林」的王者，只要外來者對這片森林有任何一點傷害（即使是生營火）就會開始攻擊這些人。
動畫翻譯:台譯為「維士比神木」。
格鬥家喬
配音：高山南（日本）
是一名少年格鬥家，父親是銀河戰士團員，父親被銀河戰士所殺，原本以為是卡比為殺父之人，後來得知是魅塔騎士因為格鬥家喬的父親被夢魔企業抓走就變成魔獸攻擊銀河戰士團員無奈之下而殺的。而後和卡比和解成為夥伴，並在第40話和卡比合力消滅最強魔獸「粉碎者」。
在第65話中不敵強化後的魔獸「強化粉碎者」，而逃至噗噗噗之國。後來和卡比合力對抗強化粉碎者，並在魅塔騎士等人的幫助下，使用帝帝帝大王製造的力量強化器消滅了強化粉碎者。
動畫翻譯:台譯為「那克喬」。
巨大鋒翼鳥（DYNA BLADE）
是擁有鋼鐵羽翼的巨大鳥。擁有音速般的超速度空中飛行，周遭事物被巨大鋒翼鳥的飛行會形成衝擊波而吹走。100年一次才能甦醒過來、產卵、負責照顧自己的幼鳥直到幼鳥長大為止。
動畫翻譯:台譯為「鳳凰鳥」。
陸庫（Rick）
配音：春林（第2話）、大本真基子（第5話~）（日本）
一隻倉鼠，性別是公的。曾教卡比孵蛋，結果由卡比孵出小恐龍。
動畫翻譯:台譯為「利克」。
海恩（Kine）
配音：飛田展男（日本）
一隻翻車魚，性別是公的。意中人是女孩夢夢。
動畫翻譯:台譯為「凱因」。
空（Coo）
配音：春林（第2話）、神崎千路（第5話~）（日本）
一隻長尾林鴞，性別是公的。能翻譯鳥類語言(例如巨大鋒翼鳥)。
動畫翻譯:台譯為「酷兒」。
達可尼
配音：中博史（日本）
銀河騎士團的生還者之一，原本是魅塔騎士的部下，正在噗噗噗之國的南島修行中。
在22話中遇到漂流上岸的卡比、夢夢等人，當時自己還未得知銀河大戰已結束，甚至把卡比當成魔獸，後來目擊卡比擊倒魔獸「龍捲獸（トルネイドン）」後認可了卡比的實力。
希莉卡
配音：半場友惠（日本）
謎之少女。已死亡的母親伽露德（ガールード）為銀河騎士團之一，持有多功能武器「交叉槍（クロスガン）」。
在60話中來到噗噗噗之國，認為魅塔騎士為了取得寶劍伽拉西亞而使母親死於強力魔獸「劈斬獸」手中（實為母親在遭受魔獸攻擊時將伽拉西亞傳給魅塔騎士），因此一心想從魅塔騎士手中搶回伽拉西亞。隨後伽拉西亞向希莉卡訴說了事實，並目擊了卡比使用伽拉西亞擊倒了魔獸「劈斬獸」，後來與魅塔騎士和解，離開噗噗噗之國。

## 故事牽涉到的社會議題
本作雖為低年齡向的動畫，但有不少現實社會議題牽涉故事內。
- 食糧危機（第92話）
- 全球暖化（第66話）
- 臭氧層破壞（第85話）
- 環境問題（第5話）
- 教育危機（第58、67、83話）
- 捏造電視節目的訊息（第6話）
- 欠缺公德的遊客（第48話）
- 寵物野生化（第56話）
- 旧石器捏造事件（第8話）
- 人口贩卖（第72話）

## 主題曲
片頭曲
「卡比★主題曲」（カービィ★マーチ）
作詞：三宅伸治 & 見紅 / 作曲、編曲：宮川彬良 / 主唱：
- 第1話至第71話（2001年10月6日－2003年2月22日）使用。14話的作画有一部份變更。27話的畫面有一部分改變。

「卡比！」（カービィ!）
作詞：藤林聖子 / 作曲：佐藤和豊 / 編曲：鈴木ひろみ、佐藤泰将 / 主唱：朝川ひろこ（avex mode）
- 第72話至第100話（2003年3月1日－9月27日）使用。收录于GC軟件以及DONKEY KONGA。

片尾曲
「先畫一個圓」（きほんはまる）
作詞：齐藤美和子 / 作曲：宮川彬良 / 編曲：柴野曜 / 主唱：
- 第1話至第71話（2001年10月6日－2003年2月22日）使用。

「卡比☆STEP！」（カービィ☆ステップ!）
作詞：近藤由華 / 作曲、編曲：宮川彬良 / 主唱：小錦八十吉（avex mode）
- 第72話至第100話（2003年3月1日－9月27日）使用。

## 各話列表
| 話數               | 日文標題 | 中文標題                       | 劇本                | 分鏡             | 演出             | 作畫監督            | DVD・VHS   |
| ------------------ | -------- | ------------------------------ | ------------------- | ---------------- | ---------------- | ------------------- | ---------- |
| 第1話              |          | 出現了！粉紅色的訪問者         | 吉川惣司            | 吉川惣司         | 日下部光雄       | 飯村一夫            | 第1卷      |
| 第2話              |          | 尋找戰士的家                   | 吉川惣司            | 日下部光雄       | 日下部光雄       | 飯村一夫            | 第1卷      |
| 第3話              |          | 什麼！與魅塔騎士的戰鬥？       | 吉川惣司            | 奥田誠治         | 横山广行         |                     | 第1卷      |
| 第4話              |          | 星之戰士的秘密                 | 吉川惣司            | 大関雅幸         | 大関雅幸         | 高田三郎            | 第2卷      |
| 第5話              |          | 生氣的風語大樹                 | 吉川惣司            | 日下部光雄       |                  | 飯村一夫            | 第2卷      |
| 第6話              |          | 必看！DDD電視台                | 吉川惣司            |                  | 高橋幸雄         | 薄谷栄之            | 第2卷      |
| 第7話              |          | 復仇的巨大鋒翼鳥               | 国泽真理子          | 原田浩           | 原田浩           | 大宅幸男            | 第3卷      |
| 第8話              |          | 居里歐發現的古代噗噗噗村文明   |                     |                  |                  | 中井準              | 第3卷      |
| 第9話              |          | 羅羅羅與拉拉拉愛的旋律         |                     | 大関雅幸         | 大関雅幸         |                     | 第3卷      |
| 第10話             |          | 改造波爾警長                   | 野添梨麻            |                  | 横山广行         |                     | 第4卷      |
| 第11話             |          | 宮廷御廚川崎                   | 山口伸明            |                  |                  | 佐藤多恵子          | 第4卷      |
| 第12話             |          | 帝帝帝城堡的幽靈               | 国泽真理子          | 岩崎太郎         | 岩崎太郎         | 谷口淳一郎          | 第4卷      |
| 第13話             |          | 噗噗噗村的歲末煙花大會         | 吉川惣司            | 葛谷直行         | 岩崎太郎         | 谷口淳一郎          | 第5卷      |
| 第14話             |          | 夢枕魔獸登場                   | 吉川惣司            | 日下部光雄       | 日下部光雄       | 飯村一夫            | 第5卷      |
| 第15話             |          | 卡比的弟弟誕生                 | 野添梨麻            | 原田浩           | 原田浩           | 大宅幸男            | 第5卷      |
| 第16話             |          | 愛上我的魚                     | 山口伸明            | 松浦錠平         | 松浦錠平         | 藤田宗克            | 第6卷      |
| 第17話             |          | 巴姆和梅爾的戒指故事           | 国沢真理子          | 高本宣弘         | 横山广行         |                     | 第6卷      |
| 第18話             |          | 沉睡森林的粉紅球               | 馬場キスケ          |                  |                  | 飯村一夫            | 第6卷      |
| 第19話             |          | 格鬥家喬來了！                 | 野添梨麻            | 大関雅幸         | 大関雅幸         |                     | 第7卷      |
| 第20話             |          | 再見，粗眉雪人                 | 辰宮成彦            | 岩崎太郎         | 岩崎太郎         | 谷口淳一郎          | 第7卷      |
| 第21話             |          | 羅娜公主的假期                 | 野添梨麻            | 原田浩           | 原田浩           | 大宅幸男            | 第7卷      |
| 第22話             |          | 孤島上的決戰，不死的老兵       |                     | 松浦錠平         | 松浦錠平         | 藤田宗克            | 2nd第1卷   |
| 第23話             |          | 迷路的巨大鋒翼鳥寶寶           | 国泽真理子          | 小島英三         | 大関雅幸         |                     | 2nd第1卷   |
| 第24話             |          | 紅影忍者現身                   | 山口伸明            | 奥田誠治         |                  | 飯村一夫            | 2nd第1卷   |
| 第25話             |          | 艾斯卡爾思念的母親             | 国泽真理子          |                  | 横山广行         |                     | 2nd第2卷   |
| 第26話             |          | 忠誠的神劍騎士和刀鋒騎士       | 野添梨麻            | 葛谷直行         | 岩崎太郎         | 谷口淳一郎          | 2nd第2卷   |
| 第27話             |          | 墜入情網的風語大樹             | 山口伸明            | 原田浩 山崎猛    | 原田浩           | 大宅幸男            | 2nd第2卷   |
| 第28話             |          | 可怕的帝帝帝工廠               | 吉川惣司            | 松浦錠平         |                  | 藤田宗克 石田啓一   | 2nd第3卷   |
| 第29話             |          | 麻辣！主題餐廳的戰爭           | 国泽真理子          | 古津和一         | 大関雅幸         |                     | 2nd第3卷   |
| 第30話             |          | 卡比與神秘的蛋                 |                     |                  | 小山幸隆         | 佐藤多恵子          | 2nd第3卷   |
| 第31話             |          | 歡迎光臨帝帝維加斯             | 吉川惣司            | 葛谷直行         | 横山广行         |                     | 2nd第4卷   |
| 第32話             |          | 沒有牙就說不下去的故事         | 国泽真理子          | 岩崎太郎         | 岩崎太郎         | 谷口淳一郎          | 2nd第4卷   |
| 第33話             |          | 咦～！宇宙的垃圾丟棄場         |                     | 福島一三         | 原田浩           | 大宅幸男            | 2nd第4卷   |
| 第34話             |          | 終極鐵人，廚師大阪             | 野添梨麻            | 奥田誠治         | 山崎茂           | 新井豊              | 2nd第5卷   |
| 第35話             |          | 光榮的噗噗噗汽車大賽獎（前篇） | 山口伸明            | 大関雅幸         | 大関雅幸         |                     | 2nd第5卷   |
| 第36話             |          | 光榮的噗噗噗汽車大賽獎（後篇） | 山口伸明            |                  |                  | 藤田宗克            | 2nd第5卷   |
| 第37話             |          | 打倒白天的帝帝帝廣角鏡節目！   |                     | まつもとよしひさ | まつもとよしひさ | 佐藤多恵子          | 2nd第6卷   |
| 第38話             |          | 不能不讀的百萬暢銷書！         | 吉川惣司            |                  | 横山广行         |                     | 2nd第6卷   |
| 第39話             |          | 被遺忘的艾斯卡爾               |                     | 有原誠治         | 原田浩           | 大宅幸男            | 2nd第6卷   |
| 第40話             |          | 魔獸獵人，格鬥家喬             | 野添梨麻            | 岩崎太郎         | 岩崎太郎         | 谷口淳一郎          | 2nd第7卷   |
| 第41話             |          | 梅貝兒的大預言（前篇）         | 吉川惣司            | 奥田誠治         | 山崎茂           | 新井豊              | 2nd第7卷   |
| 第42話             |          | 梅貝兒的大預言（後篇）         | 国泽真理子          | 河合夢男         | 大関雅幸         | 野口木ノ実          | 2nd第7卷   |
| 第43話             |          | 羊群的大反擊                   |                     |                  | 鳥羽聡           | 藤田宗克            | 3rd第1卷   |
| 第44話             |          | 風語大樹的朋友，亞克魯         | 山口伸明            | 酒井伸次         | 真野玲           | 山縣亜紀            | 3rd第1卷   |
| 第45話             |          | 盛夏夜的幽靈（前篇）           | 国沢真理子          |                  | 横山広行         |                     | 3rd第2卷   |
| 第46話             |          | 盛夏夜的幽靈（後篇）           | 国沢真理子          | 有原誠治         | 原田浩           | 大宅幸男            | 3rd第2卷   |
| 第47話             |          | 回來吧，可愛的瓦豆魯迪們       | 野添梨麻            | 岩崎太郎         |                  | 佐藤多恵子          | 3rd第1卷   |
| 第48話             |          | 噗噗噗村觀光團                 | 山口伸明            | 奥田誠治         | 山崎茂           | 新井豊              | 3rd第2卷   |
| 第49話             |          | 新卡通節目，星之帝帝帝         | 吉川惣司            | 日下部光雄       | 岩崎太郎         | 谷口淳一郎          | 3rd第3卷   |
| 第50話             |          | 來存錢吧！被詛咒的存錢箱       |                     | 河合夢男         | 大関雅幸         | 野口木ノ実          | 3rd第3卷   |
| 第51話             |          | 傷心哭泣的卡比                 | 真野玲 有原誠治     | 真野玲           | 山縣亜紀         |                     | 3rd第3卷   |
| 第52話             |          | 有魔獸的巧克力膠囊（前篇）     | 国泽真理子          |                  | 横山广行         |                     | 3rd第4卷   |
| 第53話             |          | 有魔獸的巧克力膠囊（後篇）     | 国泽真理子          |                  |                  | 佐藤多恵子          | 3rd第4卷   |
| 第54話             |          | 超級怪怪騎士！奇哈諾           | 野添梨麻            | 渡辺純央         | 鳥羽聡           | 藤田宗克            | 3rd第4卷   |
| 第55話             |          | 充滿愛的帝帝帝                 |                     | 有原誠治         | 原田浩           | 大宅幸男            | 3rd第5卷   |
| 第56話             |          | 任性的寵物尖耳怪               | 山口伸明            | 奥田誠治         | 山崎茂           | 新井豊              | 3rd第5卷   |
| 第57話             |          | 嘲笑派的人會被派弄哭           |                     | 岩崎太郎         | 岩崎太郎         | 谷口淳一郎          | 3rd第5卷   |
| 第58話             |          | 魔獸教師的懲罰                 | 吉田純哉            | 河合夢男         | 大関雅幸         |                     | 3rd第6卷   |
| 第59話             |          | 最強節目，晚餐直擊             | 野添梨麻            | 有原誠治         | 井上茜           | 山縣亞紀            | 3rd第6卷   |
| 第60話             |          | 寶劍伽拉西亞!                  | 山口伸明            | 葛谷直行         | 横山広行         |                     | 3rd第6卷   |
| 第61話             |          | 減肥大作戰                     | 国泽真理子          |                  |                  | 佐藤多恵子          | 3rd第7卷   |
| 第62話             |          | 梅貝兒的占卜節目               | 国泽真理子          | 有原誠治         | 原田浩           | 大宅幸男            | 3rd第7卷   |
| 第63話             |          | 感冒是很痛苦的                 |                     |                  | 木村寬           | 飯飼一幸            | 3rd第7卷   |
| 第64話             |          | 新春的卡比猜謎                 | 吉川惣司            | 日下部光雄       | 岩崎太郎         | 谷口淳一郎          | 3rd第8卷   |
| 第65話             |          | 逃跑的格鬥家喬                 | 野添梨麻            | 大関雅幸         | 大関雅幸         | 野口木ノ実          | 3rd第8卷   |
| 第66話             |          | 四處流浪的企鵝                 | 国泽真理子          | 有原誠治         | 真野玲           | 山縣亜紀            | 3rd第8卷   |
| 第67話             |          | 魔獸教師2                      | 吉川惣司            |                  | 横山广行         |                     | 3rd第9卷   |
| 第68話             |          | 靠外送取勝的時代               |                     |                  |                  | 佐藤多恵子          | 3rd第9卷   |
| 第69話             |          | 風語森林的環保之旅             | 山口伸明            | 有原誠治         | 原田浩           | 大宅幸男            | 3rd第9卷   |
| 第70話             |          | 小唧公爵的傳說                 |                     |                  |                  | 柳瀬譲二            | 3rd第10卷  |
| 第71話             |          | 貼身的賞鯨活動                 | 柔美智              | 岩崎太郎         | 岩崎太郎         | 堤弘子              | 3rd第10卷  |
| 第72話             |          | 販賣瓦豆魯迪                   | 野添梨麻            | 大関雅幸         | 大関雅幸         |                     | 3rd第10卷  |
| 第73話             |          | 轉來轉去的回轉壽司             | 吉川惣司            | 有原誠治         | 井上茜           | 山縣亜紀            | 3rd第11卷  |
| 第74話             |          | 摩斯卡巴的逆襲                 | 吉川惣司            |                  | 横山广行         |                     | 3rd第11卷  |
| 第75話             |          | 夢幻的恐龍天國！（前篇）       | 国泽真理子          |                  |                  | 佐藤多恵子          | 3rd第12卷  |
| 第76話             |          | 夢幻的恐龍天國！（後篇）       | 国泽真理子          | 有原誠治         | 原田浩           | 大宅幸男            | 3rd第12卷  |
| 第77話             |          | 皇家帝帝帝藝術院               | 吉川惣司            |                  |                  | 柳瀬譲二            | 3rd第11卷  |
| 第78話             |          | 前進！艾斯卡爾機器人           |                     | 岩崎太郎         | 岩崎太郎         | 谷口淳一郎          | 3rd第12卷  |
| 第79話             |          | 錘星猩來了！                   | 真野玲 辻伸一       | 真野玲           | 山縣亜紀         | 3rd第13卷           |            |
| 第80話             |          | 健身！強壯飲料狂想曲           |                     | 大関雅幸         | 大関雅幸         | 3rd第13卷           | 野口木ノ実 |
| 第81話             |          | 天哪！不會做家務的女人         | 国泽真理子          |                  | 横山广行         | 3rd第13卷           |            |
| 第82話             |          | 合體機器人——料理專家Z          | 野添梨麻            |                  |                  | 飯村一夫            | 3rd第14卷  |
| 第83話             |          | 魔獸教師3                      | 吉川惣司            | 有原誠治         | 原田浩           | 大宅幸男            | 3rd第14卷  |
| 第84話             |          | 居里歐先生的祕寶？             |                     | 岩崎太郎         | 岩崎太郎         | 堤弘子              | 3rd第14卷  |
| 第85話             |          | 強烈的紫外線                   | 吉川惣司            | 大関雅幸         | 大関雅幸         |                     | 3rd第15卷  |
| 第86話             |          | 同門對決！廚師名古屋           |                     |                  |                  | 大河内忍            | 3rd第15卷  |
| 第87話             |          | 襲擊！烏鴉暴力軍團             | 国泽真理子          | 栗原葵           | 横山广行         |                     | 3rd第15卷  |
| 第88話             |          | 裸體的艾斯卡爾                 |                     | 高本宣弘         | 真野玲           | 山縣亞紀            | 3rd第16卷  |
| 第89話             |          | 創新動畫！星之歡歡             | 国泽真理子 吉川惣司 |                  |                  | 佐藤多恵子          | 3rd第16卷  |
| 第90話             |          | 爆走！帝帝帝賽車（前篇）       | 野添梨麻            | 山崎タケル       | 原田浩           | 大宅幸男 山崎猛（） | 3rd第17卷  |
| 第91話             |          | 爆走！帝帝帝賽車（後篇）       | 野添梨麻            | 岩崎太郎         | 岩崎太郎         | 堤弘子              | 3rd第17卷  |
| 第92話             |          | 瓦豆魯迪的飲食文化大革命       |                     | 大関雅幸         | 大関雅幸         |                     | 3rd第16卷  |
| 第93話             |          | 卡比的感謝日                   |                     | 栗原葵           | 横山广行         |                     | 3rd第17卷  |
| 第94話             |          | 逃跑的魔獸潘潘                 | 柔美智              |                  |                  | 大河内忍            | 3rd第18卷  |
| 第95話             |          | 惡魔卡比                       |                     | 有原誠治         | 真野玲           | 山縣亞紀            | 3rd第18卷  |
| 第96話             |          | 宇宙之星的危機！（前篇）       | 吉川惣司 国泽真理子 | 有原誠治         | 原田浩           | 大宅幸男            | 3rd第19卷  |
| 第97話             |          | 宇宙之星的危機！（後篇）       | 吉川惣司 国泽真理子 |                  |                  | 佐藤多恵子          | 3rd第19卷  |
| 第98話             |          | 出發！戰艦哈爾巴德             | 吉川惣司            | 日下部光雄       | 岩崎太郎         | 堤弘子 谷口淳一郎   | 3rd第20卷  |
| 第99話             |          | 擊毀夢魘要塞                   | 吉川惣司            | 栗原葵           | 横山广行         |                     | 3rd第20卷  |
| 第100話 （最終話） |          | 飛吧！星之卡比                 | 吉川惣司            | 葛谷直行         | 大関雅幸         | 佐藤多恵子          | 3rd第20卷  |

## 外部連結
- 動畫「星之卡比」CBC官方網站 （页面存档备份，存于）
- 動畫「星之卡比」Nintendo主頁 （页面存档备份，存于）
- 動畫「星之卡比」TOKYOMX主頁 （页面存档备份，存于）
- 「星之卡比 神奇劇場」 （页面存档备份，存于）
- 『在Wii的』動畫「星之卡比」特別篇已經開始廣播！ （页面存档备份，存于）